# 雪茄

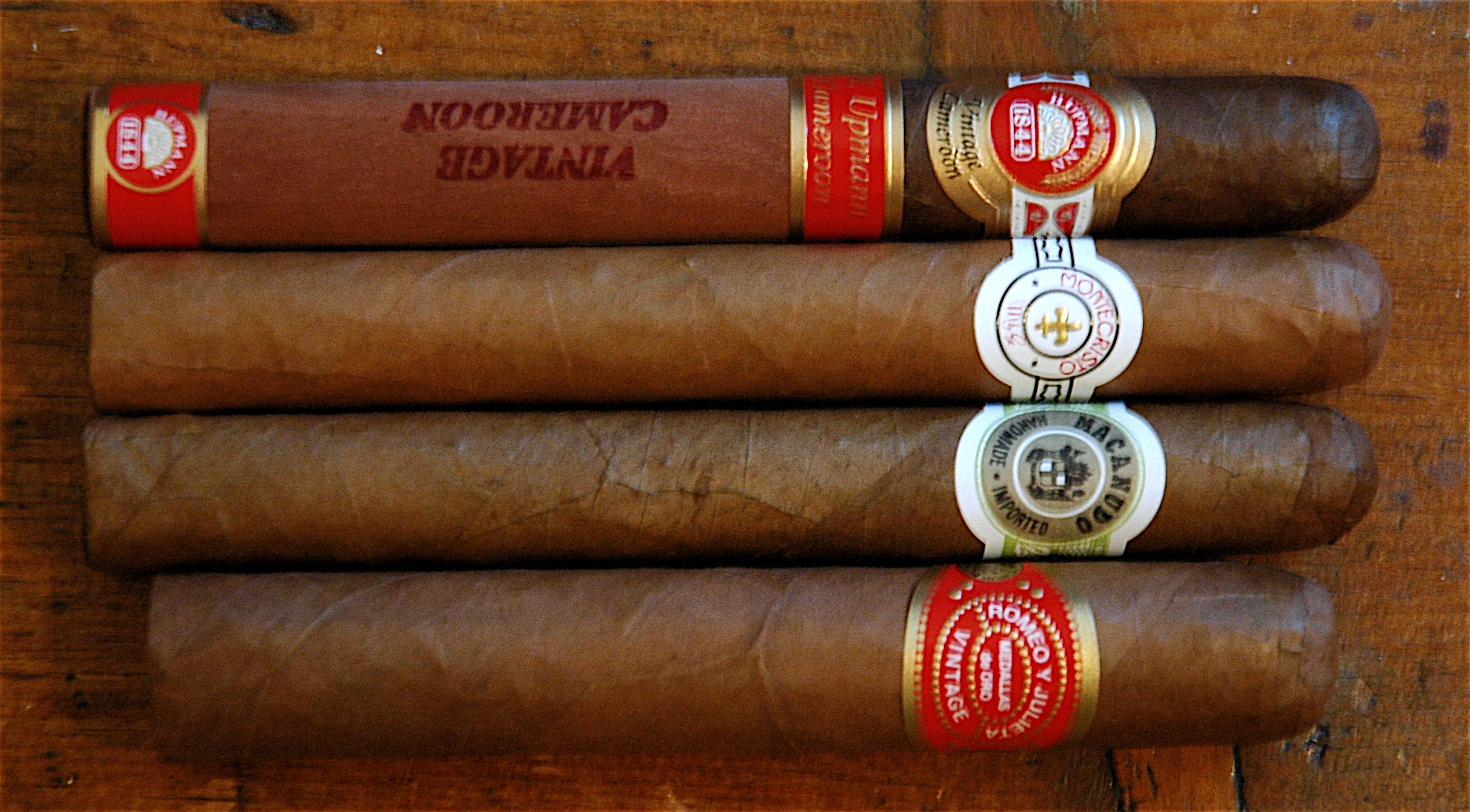
4種牌子的雪茄（由上而下: Upmann, Montecristo, Macanudo, Romeo y Julieta)。

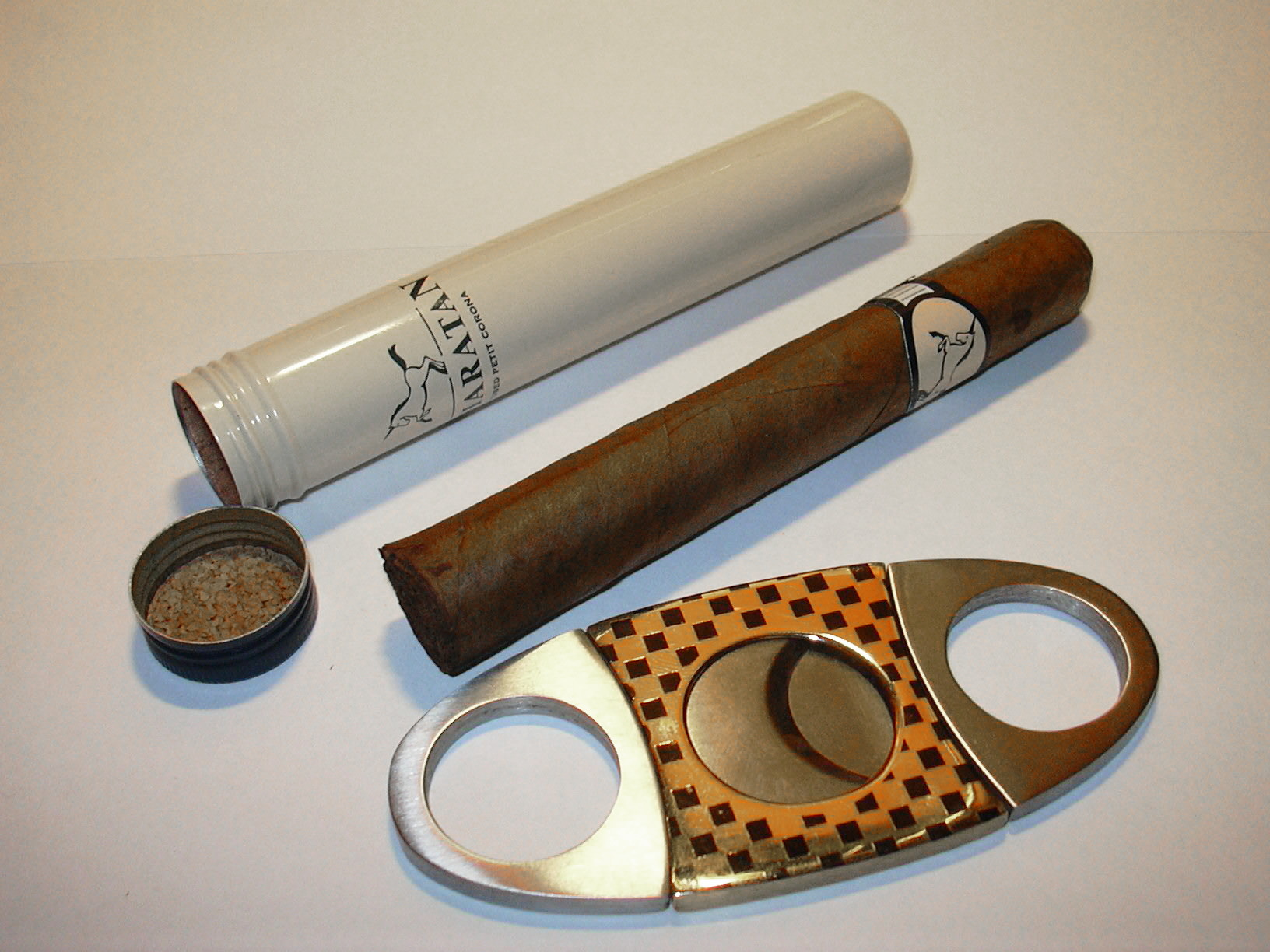
雪茄儲存器、雪茄閘刀。

雪茄，屬於香煙的其中一類，由乾燥、經過發酵煙草捲成的香煙，吸食時把其中一端點燃，然後在另一端用口吸咄產生煙霧。雪茄的煙草的主要生產國是巴西、喀麥隆、古巴、多明尼加共和國、洪都拉斯、印尼、墨西哥、尼加拉瓜、美國。古巴生產的雪茄普遍被認為是雪茄中的極品，但洪都拉斯、尼加拉瓜頂級雪茄同樣具競爭力。古巴雪茄的優勢在於下布埃尔塔地區適宜煙草生長的小氣候，同時歸功於當地雪茄製作人的手藝。

## 歷史

### 譯名
根据目前可查证的文献，「雪茄」一词最早的书面记录或为清朝外交官薛福成所著的《庸庵笔记》。该书采录了不少宝贵的晚清政治、经济及社会习俗等方面的资料，记载了自同治四年（1865）起至光绪十七年（1891）期间薛福成的所见所闻。根据其卷四所录“轮船勿装引火之物，凡洋油、自来火、棉纱、棉花等类，概宜坚拒……船中本别有吸烟之地，所有旱烟、水烟、鸦片烟、雪茄烟、纸卷烟，不得随意呼吸、随手乱抛”。据此可推测，在《庸庵笔记》成书之前，「雪茄」一词应已普及。
1874年祁兆熙《游美洲日记》也记载：“早起与同车西友在车头舱位吃雪茄烟。座内亦禁吃烟。余馈之烟各一枝，赏黑人雪茄一、洋半圆。”
在李宝嘉所著的《官场现形记》中，其1904年面世的第三编第35回记录“唐二亂子又好買東西：不要說別的，但是香水，一買就是一百瓶；雪茄煙，一買就是二百匣。別的東西，以此類推，也可想而知了”；其1905年面世的第四编第52回亦记录“尹子崇一見洋人來了，直急的屁滾尿流，連忙滿臉堆著笑，站起身拉手讓坐，又叫跟班的開洋酒，開荷蘭水，拿點心，拿雪茄煙請他吃”。
網路上有傳「雪茄」一名為徐志摩所譯，音譯之餘，也取其灰白如雪，烟草卷如茄，因以為名。但徐志摩生於1897年，「雪茄」一名已经广泛使用的时候尚未出生。

### 來源
根據考古學的考證，瑪雅文明的出土容器的表面顯示一男子吸食原始的雪茄的繪圖，證明公元10世紀，加勒比海和中美洲的原住民已經擁有吸食雪茄的技術。雖然吸菸是美洲土著的習慣，但普遍認為雪茄是由熱那亞冒險家哥倫布引入歐洲。
1492年，哥倫布的兩名船員登陸古巴時，首次吸食菸草，歐洲最早的兩位雪茄吸食者。
1816年，法国巴黎「巨石」手工工场开始正式生产雪茄。1835年，法国国内的雪茄销量总量为5800万支。
公元十九世紀，吸食雪茄比吸食香菸更為普及。在雪茄生產工具未機械化之前，雪茄工業曾經是重要的工業，製造廠雇用大量工人。很多現代的雪茄製造商為了保持傳統及威望，依然沿用人手捲製菸草，所以部分的雪茄盒上依然會印有Hecho a Mano或Totalmente a mano，是为手工製造。

### 美國實施的古巴禁運及解禁
1962年2月7日，美國前總統肯尼迪為制裁菲德爾·卡斯特羅政權，對古巴實施禁運，而雪茄問題也隨之而生。不僅美國國民因此失去購買當時公認為最上乘雪茄的机会，而古巴雪茄也因而失去龐大的美國市場。根據當時的甘迺迪新聞秘書Pierre Salinger的敍述，2月6日傍晚，肯尼迪總統要求代為購買千支古巴H. Upmann雪茄，而翌日的早上，當雪茄到货，肯尼迪便簽署禁運法案。
由於封鎖的影響和古巴1960年代初期的私有財產被沒收，許多前古巴雪茄製造商遷往其他國家（主要是多米尼加共和國）以繼續生產。結果，多米尼加共和國的雪茄產量大幅增長。大多數古巴雪茄製造商繼續使用原先的公司名稱。
禁運對佛羅里達州的雪茄業也造成了打擊。甘迺迪和詹森總統助理理查德·古德溫在2000年的一篇文章中透露，1962年初，甘迺迪告訴他：我們試圖豁免雪茄，但坦帕市雪茄製造商表示反對。他們擔心他們將被迫從其他地方使用劣質煙草，而無法與古巴製造的雪茄競爭。

## 1990年代以後
在禁運生效前的進口到美國的雪茄仍然可以合法地進行交易。直至2006年，法例依然禁止美國國民購買或進口古巴雪茄，因此高價的走私貨和猖獗的偽冒貨依然充斥着美國的雪茄市場。
由於個人電腦和互聯網的普及，美國國民現在很容易在加拿大的網站上購買來自古巴的雪茄。但經此途徑購買雪茄的消費者需要承受被騙的風險，例如購買的是偽冒貨或收不到貨品。
2015年1月份禁運放寬，其中包括允許向每位旅客進口價值高達100美元的酒類及煙草等條款，允許自禁令以來首次合法進口。
2016年10月，歐巴馬政府取消了旅客個人自用的雪茄數量的限制，且無需繳納關稅。

### 90年代的雪茄熱
1990年代中後期，美國眾多的文化現象再次引發起雪茄熱。當時，美國各地的大城市流行著奢侈的晚宴，社會名門、電台電視的清談節目主持、政界人士、藍領工人、甚至大量的婦女都流行吸食雪茄。
突然而來的雪茄熱加上實施了三十多年的古巴禁運，令供不應求的情況十分明顯。當時，但凡雪茄零售商都能夠輕易說出所有牌子的雪茄及其售價。部分商人更拒絕賣一整盒的雪茄給予單一的顧客，然而背後真正的原因往往是零售商也沒有能力支付整盒雪茄的來貨價而設的謙詞。
為了應付突如其來的需求，最頂級的雪茄的品質也受到短暫的影響。最終，部分顧客也因為供應不足或價格過於昂貴或者熱潮退卻而戒掉吸食雪茄的習慣。直至2005年，雪茄的售價已經下降至合理水準，最上乘的雪茄牌子的供應也充裕。

## 生產

波多黎各的雪茄生產, 1942年

### 煙草加工
雪茄煙葉在收割後，製造人工棚和倉庫儲蓄煙葉，期間，會經過陰乾、烘乾和冷卻的過程去除糖份和水份，但同時要注意大塊的煙葉不會腐爛。這個過程主要因應不同的氣候需要25至45日不等，而過程的處理會因應煙草的種類和雪茄理想的顏色而有所不同。

### 發酵過程
第二個工序是發酵。在理想的環境，煙葉會慢慢死亡，溫度和濕度的掌握會決定葉發酵品質，處理得不好的話，煙葉會腐爛或分解。雪茄的芳香特性便是決定於煙草發酵過程。

### 甄選過程
當煙葉經過合適的成熟時間，便會經過甄選過程。煙葉會因應各自的質素及外表被選擇成為茄衣或茄心的材料。過程期間，煙葉會吸收一定水份，及經小心處理：包括：捆包、檢查、攤開、再檢查，一直重複至成熟。當煙葉到達雪茄生產商的成熟標準，煙葉便可製造成雪茄。

### 完成和保存
現代的雪茄生產依然保持傳統的手工製作。一名熟手雪茄師傅每天能生產上百支幾乎一樣的雪茄。雪茄師傅會保持茄衣的濕潤，再以特製的新月型刀熟練地填充茄心。當捲好雪茄後，雪茄會儲存在木格內等待乾燥，而同時雪茄也會被切成相約的尺寸。之後，雪茄便完成，可以在特定環境永久保存。（蘇富比拍賣行曾經拍賣儲存在愛爾蘭古堡地下室上世紀的雪茄，據報，雪茄仍然能很好地點燃。）一般地說，雪茄在攝氏20度、70%相對濕度的環境下，能保存上幾十年。購買雪茄後，雪茄通常會長時間儲存於特製的木盒或雪茄盒。就算雪茄乾涸了，也可以再次濕潤過來。
部分雪茄，尤其是頂好的牌子，會使用不同的煙葉作茄心和茄衣。長茄心雪茄，"Long filler cigars"，是高級的雪茄，用長煙葉捲製。長茄心雪茄更用上第三類煙葉——茄套——填充茄衣及茄心。這個造法可以支持用更精巧和更吸引的煙葉作茄衣。這類高級的雪茄多數混合多種煙葉，即使是古巴的長茄心雪茄也會混合島上不同的煙葉以達至更豐富的口味。低級的雪茄會使用煙葉碎屑作為茄心，長煙葉或煙紙作為茄衣。

## 成份
雪茄的煙葉可分為三種類，不同的配方會決定雪茄的味道和煙霧：

### 茄衣
茄衣是雪茄最外層的煙葉，取材自植物最寛闊的部份。茄衣並非決定雪茄的特性以及味道的主要關建因為其在一隻雪茄中所佔的比例很低，而形容雪茄多會用上茄衣的顏色。茄衣的顏色可以根據深淺來分辨：
- 青褐色（Doble Claro）——最淺色，略帶青綠色（也稱為小雪茄烟，Candela、 美洲市場之選American Market Selection或翡翠，jade），製法是採摘未成熟的煙葉並儘快去除水份，常見於美國康涅狄格州。
- 淺褐色（Claro）——淺茶色或黃色，表示是陰暗地方生長的煙葉制造。
- 自然色（Natural）——淺棕至棕色，即是陽光下生長的煙葉。
- 菜色，中褐色（Colorado Claro）——棕褐色，特別是指古巴或多明尼加共和國生長的煙葉。
- 暗红褐色（Colorado、Rosado）——暗红褐色。
- 深褐色（Colorado Maduro）——深褐色，特別是指洪都拉斯或古巴生產的煙葉。
- 咖啡般的深褐色（Maduro）——非常深褐色。
- 近黑色（Oscuro) ——黑色油滑的表面，煙葉多生長於洪都拉斯、尼加拉瓜、古巴、巴西或多明尼加共和國。

部份製造商採取以下分類法：
- 美洲市場之選，American Market Selection (AMS)——同青褐色（Double Claro）。
- 英國市場之選，English Market Selection (EMS)——介乎淺褐色（Claro)至深褐色（ Colorado Maduro)。
- 西班牙市場之選，Spanish Market Selection (SMS)——咖啡般的深褐色（Maduro)或近黑色（Oscuro) 。

普遍認為色澤較淺的雪茄味道相對較溫和；顏色越深，因為含糖和油脂的關係，加上更長的發酵時間，味道便越濃和越甜。但是，茄衣對雪茄整體味道的影響，依然是雪茄迷長期的爭議題目。

### 茄芯
雪茄的主要成份是茄芯，由一捆的煙葉包紮而成。雪茄的獨特味道源自於混合不同濃度的煙葉。油脂越多的煙葉，茄芯便更強更乾。
而種類就分味道輕淺的 Ligero，中等濃度的 Volado 和最濃厚的 Seco。直徑較大的雪茄能包紮更大量的茄芯，所以更能產生完滿和複雜的味道。
茄芯可分為長短茄芯，長茄心會用整塊煙葉製成和更好素質，而短茄芯（又稱混合型茄芯）使用切碎的煙葉、莖等製成。

### 茄套
茄套是有彈性的煙葉，用途是承載捆束的茄芯。

## 形狀大小
雪茄主要是以形狀和大小（又稱為vitola）去分類。

### 直的雪茄
最通常的雪茄式樣是直的雪茄，有一個桶型的身體，一面是筆直的，一頭已經被切開，在另外一頭通常是一個小洞或者是一個切口用於吸食。

## 口味
不同於香煙，雪茄只有非常少的煙味，通常是一些發酵過的煙草和其他的味道。一些好的雪茄特別是如古巴早期到1990年份的雪茄基本上沒有煙的味道。
一些比較常見的口味包括以下：
- 皮革味
- 香料
- 可可／巧克力
- Peat／慕斯／earth
- 咖啡
- 堅果
- 蘋果
- 香草
- 蜂蜜
- 桃

## 健康問題
由於吸食雪茄和吸食香菸有些不同，典型的雪茄吸食者是不會把雪茄的煙吸入到達肺部，而是讓煙在口腔流連，所以，雪茄吸食者患上肺氣腫和肺癌的比率比起香菸吸食者低，但比非吸菸者為高。
部分人對雪茄存在誤解，以為吸食雪茄對健康無害或傷害較吸菸低，但經常吸食雪茄風險不亞於吸菸，且數據顯示，吸雪茄所吸收的尼古丁比吸菸高，而雪茄的二手煙與普通香煙的二手煙一樣有害吸菸者及旁人健康。雪茄吸食者比起非吸菸者較易患上口腔癌、舌癌或咽喉癌。例如佛洛伊德是因為吸食雪茄而患上口腔癌的名人。